# Gutthi
 (mai 2015).
Si vous disposez d'ouvrages ou d'articles de référence ou si vous connaissez des sites web de qualité traitant du thème abordé ici, merci de compléter l'article en donnant les références utiles à sa vérifiabilité et en les liant à la section « Notes et références ».
Les gutthi  sont les premiers clans des Chakma, issus du regroupement historique autour des chefs  de village ou de territoire dont les villageois ont pris le nom pour exprimer leur appartenance. Avec l'augmentation de la population, les gutthis se sont divisés de nouveau en gojas. Ce sont les grandes branches des noms de famille de la société Chakma.
Sous la colonisation britannique les gutthis les plus importants, notamment le Kubjyo donna naissance aux gojas Bor Tunya et Tunya. Ils étaient dewan, gouverneurs locaux qui devaient notamment collecter des taxes pour les Britanniques, et conseillers privilégiés du roi des Chakma. Les Boga Goja devinrent talukdar, conseillers des dewan.